# Darron Gibson
Darron Thomas Daniel Gibson (Derry, 25 de outubro de 1987) é um futebolista irlandês que atua como volante. Atualmente, joga pelo Salford City. 

## Carreira
Gibson foi formado na base do Manchester United, onde no próprio clube, integrou o elenco profissional.
Mas de 2006 a 2007, Gibson foi emprestado ao Royal Antwerp, da Bélgica, e de 2007 a 2008 foi emprestado ao Wolverhampton Wanderers.
Em 13 de janeiro de 2012, Gibson acertou sua transferência para o Everton, tendo assinado contrato até junho de 2016.

## Seleção
Nasceu na Irlanda do Norte, entretanto, provavelmente por ser católico, joga pela Irlanda, esta decisão parece estar tornando-se comum entre os nascidos em Derry, uma cidade que fica na fronteira com a Irlanda.
Gibson estreou pela Seleção Irlandesa em 2007.